# Prambanan
Prambanan hoặc Rara Jonggrang (tiếng Java: ꦫꦫꦗꦺꦴꦁꦒꦿꦁ, đã Latinh hoá: Rara Jonggrang) là một tổ hợp đền thờ Ấn giáo nằm tại tỉnh Yogyakarta, Indonesia. Đây là đền thờ dành cho Tam thần, ba vị thần tối cao của Ấn giáo gồm thần sáng tạo Phạm Thiên, thần duy trì Tỳ Thấp Nô và thần hủy diệt Thấp Bà. Đền thờ nằm cách thành phố Yogyakarta khoảng 17 kilômét (11 mi) về phía đông bắc, nằm trên ranh giới giữa hai tỉnh Trung Java và Yogyakarta.
Đền thờ được UNESCO công nhận là Di sản thế giới như là đền thờ Ấn giáo lớn nhất ở Indonesia và lớn thứ hai tại Đông Nam Á. Nó đặc trưng bởi kiến trúc tháp nhọn và cao với tháp chính giữa cao tới 47 mét-high (154 ft) nằm bên trong một quần thể lớn của các ngôi đền. Đền thờ này là một trong những điểm thu hút khách du lịch từ khắp nơi trên thế giới ở Indonesia.

## Lịch sử

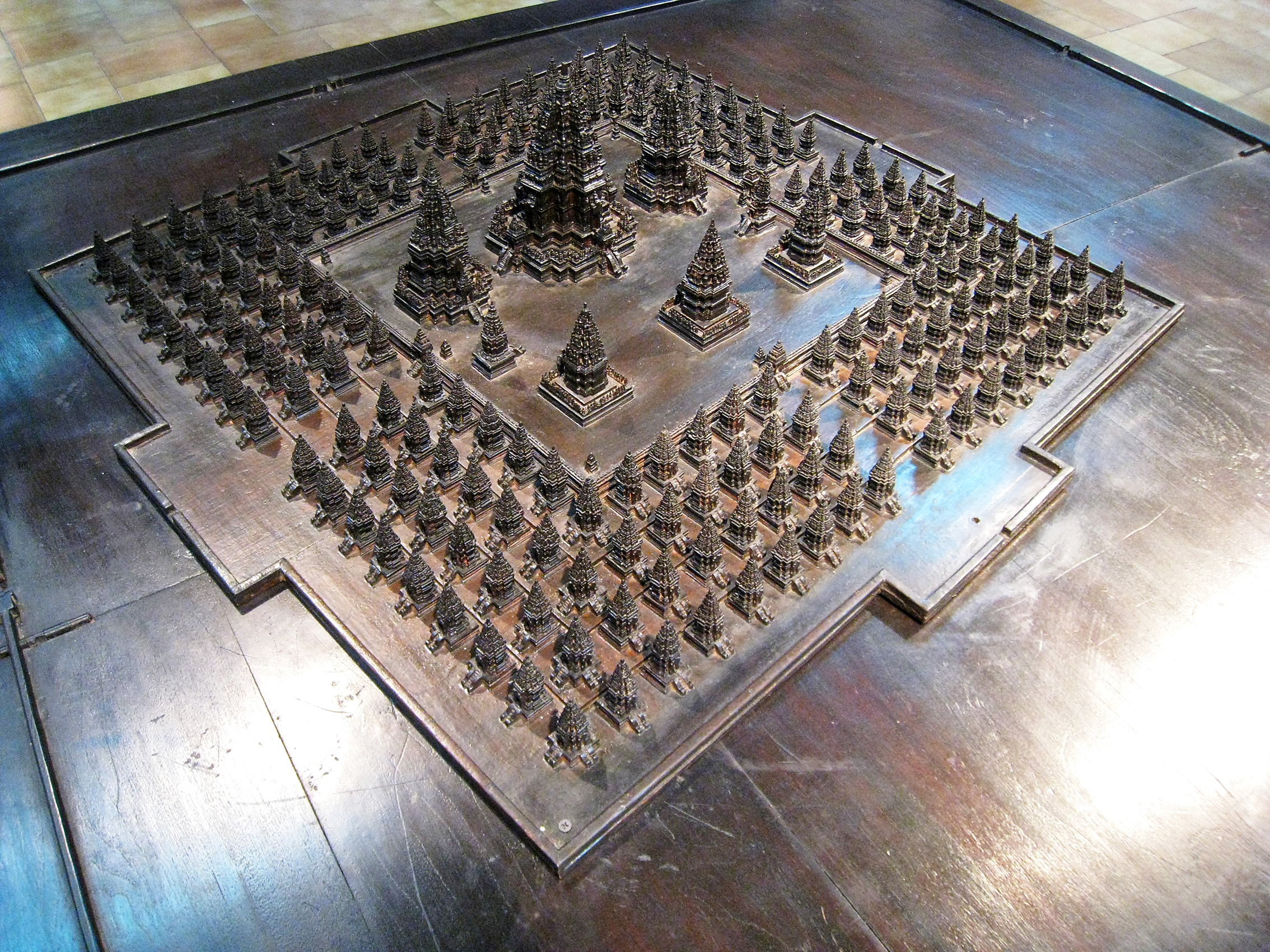
Mô hình kiến trúc của Prambanan.

Theo bía ký Shivagrha, Prambanan có lẽ bắt đầu được xây dựng từ năm 850 dưới thời Vua Rakai Pikatan của vương quốc Medang. Ngôi đền đầu tiên trong quần thể này là để thờ thần Shiva. Mục đích là để chứng tỏ nhà Sanjaya đã từ bỏ Phật giáo để quay về với Hindu giáo như người sáng lập vương triều. Prambanan được xây dựng cũng có lẽ nhằm ganh đua với các tự viện Phật giáo Borobudur và Sewu mà các vua theo đạo Phật của nhà Sanjaya (tức triều đại Sailendra) đã xây dựng. Một số nhà khảo cổ học nhận thấy biểu tượng Shiva trong chính điện của ngôi đền cao nhất và nằm chính giữa lại thể hiện chân dung Vua Balitung.
Quần thể đền được xây dựng tích cực dưới nhiều đời vua của Medang, nhất là các vua Daksa và Tulodong. Xung quanh tháp chính là hàng trăm đền tháp thấp hơn, gọi là perwara. Prambanan được coi là ngôi đền hoàng gia của vương quốc Medang theo đạo Hindu, nơi tổ chức nhiều lễ nghi tín ngưỡng và hiến tế. Các học giả cho rằng, vào thời kỳ hoàng kim của vương quốc, có hàng nghìn tu sĩ Bà la môn và đệ tử của họ sống quanh quần thể đền này. Trung tâm thành phố và triều đình của Medang đóng gần đó, trong đồng bằng Prambanan.
Vào những năm 930, trung tâm chính trị của Medang được Vua Mpu Sindok dời tới Đông Java. Vẫn chưa rõ chính xác lý do của việc dời đô này. Có lẽ là do núi lửa Merapi ở phía bắc Prambanan phun trào hoặc là do chiến tranh. Từ đó, đền bị bỏ rơi và hư hại dần.
Các ngôi đền đã sụp đổ trong một trận động đất lớn thế kỷ 16. Mặc dù người ta không còn thờ cúng ở đền nữa, song các phế tích rải rác trong vùng vẫn dễ nhận ra và được người Java thời sau biết tới. Các tượng thần và phế tích trở thành chủ đề và cảm hứng cho truyền thuyết Loro Jonggrang.

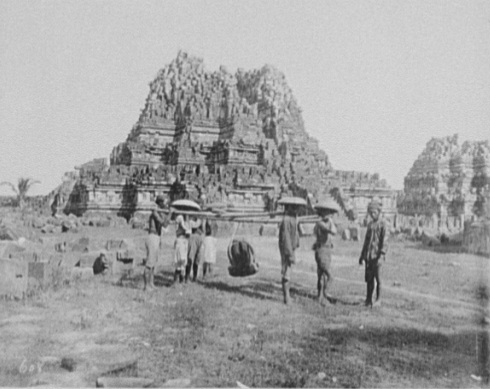
Các phế tích Prambanan ngay sau khi được phát hiện.

Vào năm 1811 trong thời kỳ đô hộ ngắn ngủi của Vương quốc Anh ở Đông Ấn Hà Lan, Collin Mackenzie, một nhà thám hiểm theo yêu cầu của Thomas Stamford Raffles, đã tình cờ tới Prambanan. Ngay lập tức, Raffles cho khám phá toàn bộ khu phế tích. Tuy vậy, chúng vẫn bị lờ đi suốt nhiều thập kỷ do những người thực dân Hà Lan lấy các phù điêu của đền về trang trí vườn hay người dân địa phương lấy đá tảng về làm vật liệu xây dựng.
Những khám phá của các nhà khảo cổ thiếu tâm huyết trong thập niên 1880 chỉ làm cho khu đền bị cướp phá thêm. Mãi tới năm 1918, việc tái thiết mới được bắt đầu, và phải đến năm 1930 thì việc phục chế mới đúng bài bản. Các nỗ lực phục chế đến nay vẫn được tiếp tục. Ngôi đền chính được hoàn thành trong năm 1953. Vì quá nhiều tác phẩm bằng đá đã bị lấy mất hoặc dùng để xây dựng công trình khác ở xa, nên không thể phục chế toàn bộ khu đền. Hiện một số lớn đền tháp nhỏ vẫn không được phục dựng lại và chỉ nhìn thấy nền móng của chúng.
Trận động đất lớn năm 2006 làm cho khu đền bị hư hỏng nghiêm trọng. Khu đền phải đóng cửa đối với khách tham quan để phục dựng.